# فوکر ام.۵
فوکر ام.۵ (انگلیسی: Fokker M.۵) یک هواپیمای ساخت فوکر در سال ۱۹۱۳ است .